# 타이베이 젠궈 고급중학교

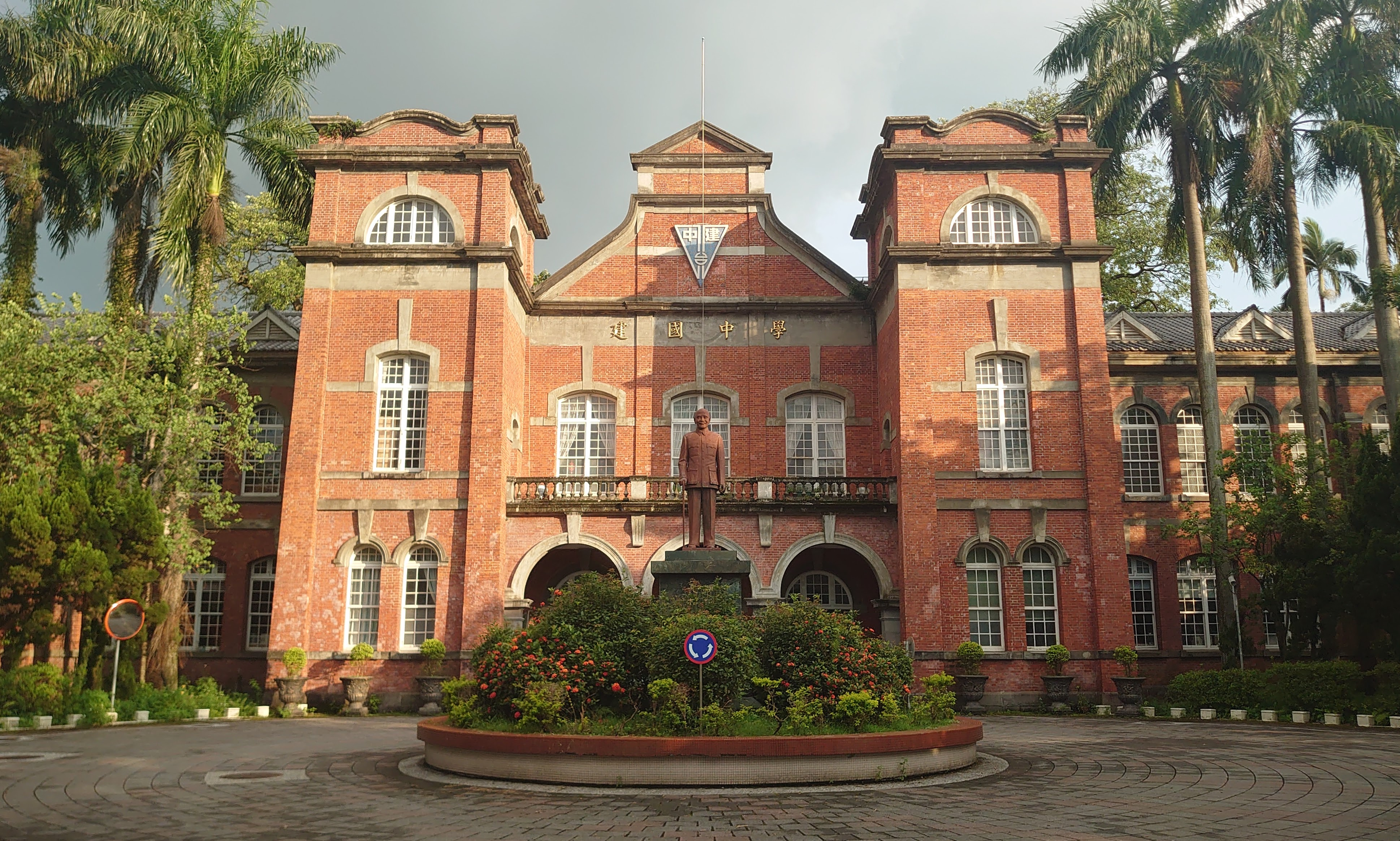

타이베이 젠궈 고급중학교(臺北市立建國高級中學)는 중화민국 타이베이의 공립 고등학교이다.

## 학교 연혁
- 1898년 청나라 타이완 성 타이베이에서 타이베이 젠궈 중학당(臺北建國中學堂)으로 첫 개교.
- 1912년 청나라 멸국 직후 중화민국 국민정부가 성립되면서 학교 교명 자체를 타이베이 젠궈 중학당(臺北建國中學堂)에서 타이베이 젠궈 국민공립고급중학교(臺北市立建國國民公立高級中學校)로 교명 개칭.
- 1919년 타이베이 젠궈 고급중학교(臺北市立建國高級中校)로 교명 재개칭되어 현재에 이름.